# Noirchain
Noirchain is een dorp in de Belgische provincie Henegouwen, en een deelgemeente van de Waalse stad Frameries. Tot 1 januari 1977 was het een zelfstandige gemeente.

## Bezienswaardigheden
- De Chaussée Brunehaut loopt door Noirchain.
- De Sint-Aldegondiskerk (Église Sainte-Aldegonde) is een gotisch kerkgebouw van de 16e en 17e eeuw, ingrijpend gerestaureerd in 1894. Het doopvont is 17e-eeuws.
- De Kasteelhoeve (Ferme du Château) was de oorspronkelijke zetel van de heerlijkheid. Het huidige gebouw is 18e-eeuws maar de grondslagen zijn van een middeleeuws kasteel.

## Natuur en landschap
Noirchain ligt aan de Ruisseau de Rogneaux die uitkomt op de Ruisseau du Temple welke een zijriviertje is van de By. De hoogte aan de kerk bedraagt 61 meter.

## Economie
Vanaf 1634 werd steenkool aan de oppervlakte gewonnen. In de 19e eeuw kwam er een industrieel mijnbedrijf waarvan een mijnterril nog getuigt. De mijn werd in 1939 gesloten.
Ook enkele kalkovens zijn in Noirchain in bedrijf geweest.

## Demografische ontwikkeling
- Bronnen:NIS, Opm:1831 tot en met 1970=volkstellingen, 1976= inwoneraantal op 31 december

## Externe links

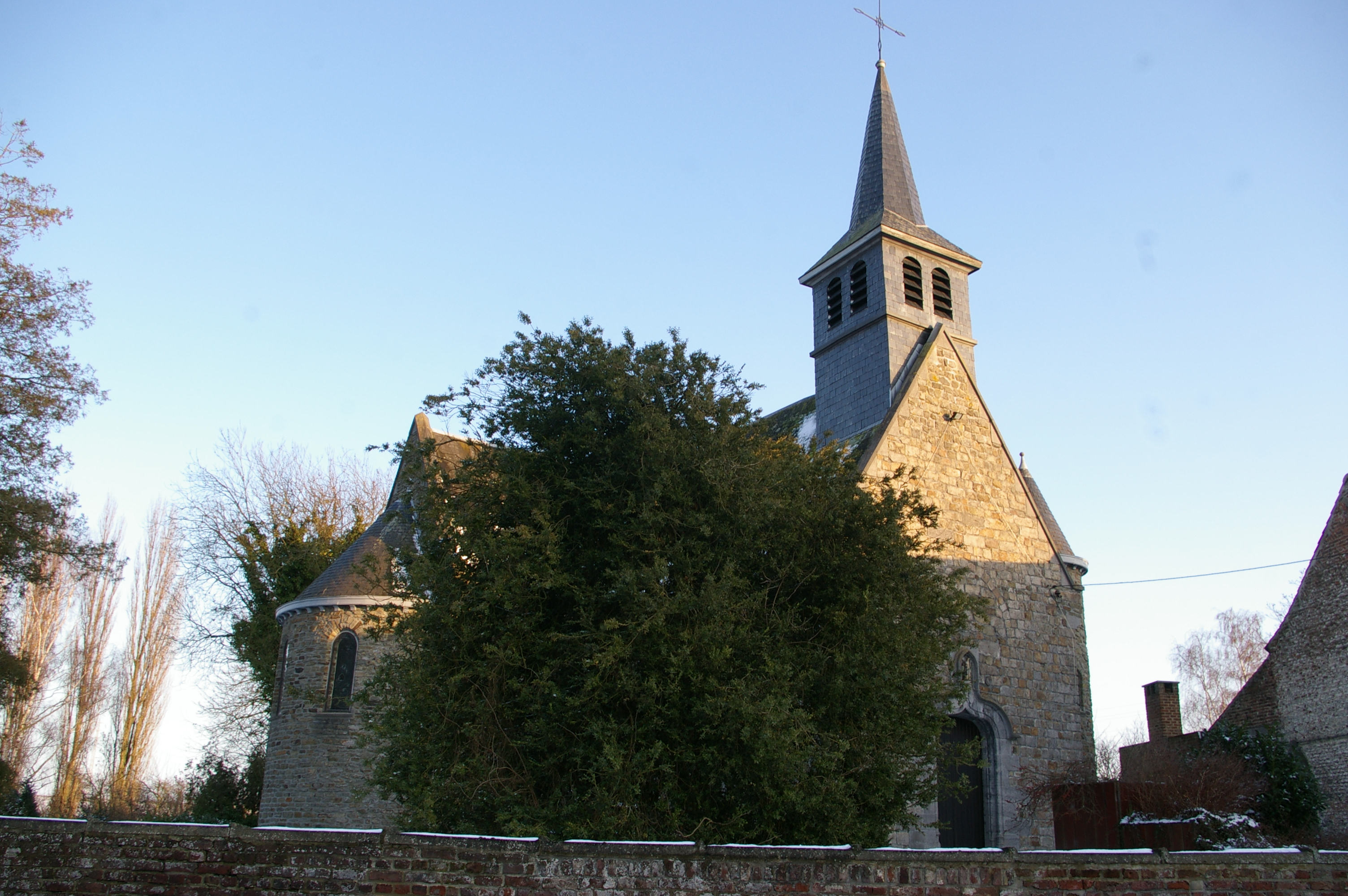
De Église Sainte-Aldegonde

## Nabijgelegen kernen
Asquillies, Genly, Frameries, Ciply